# Lutande tåg

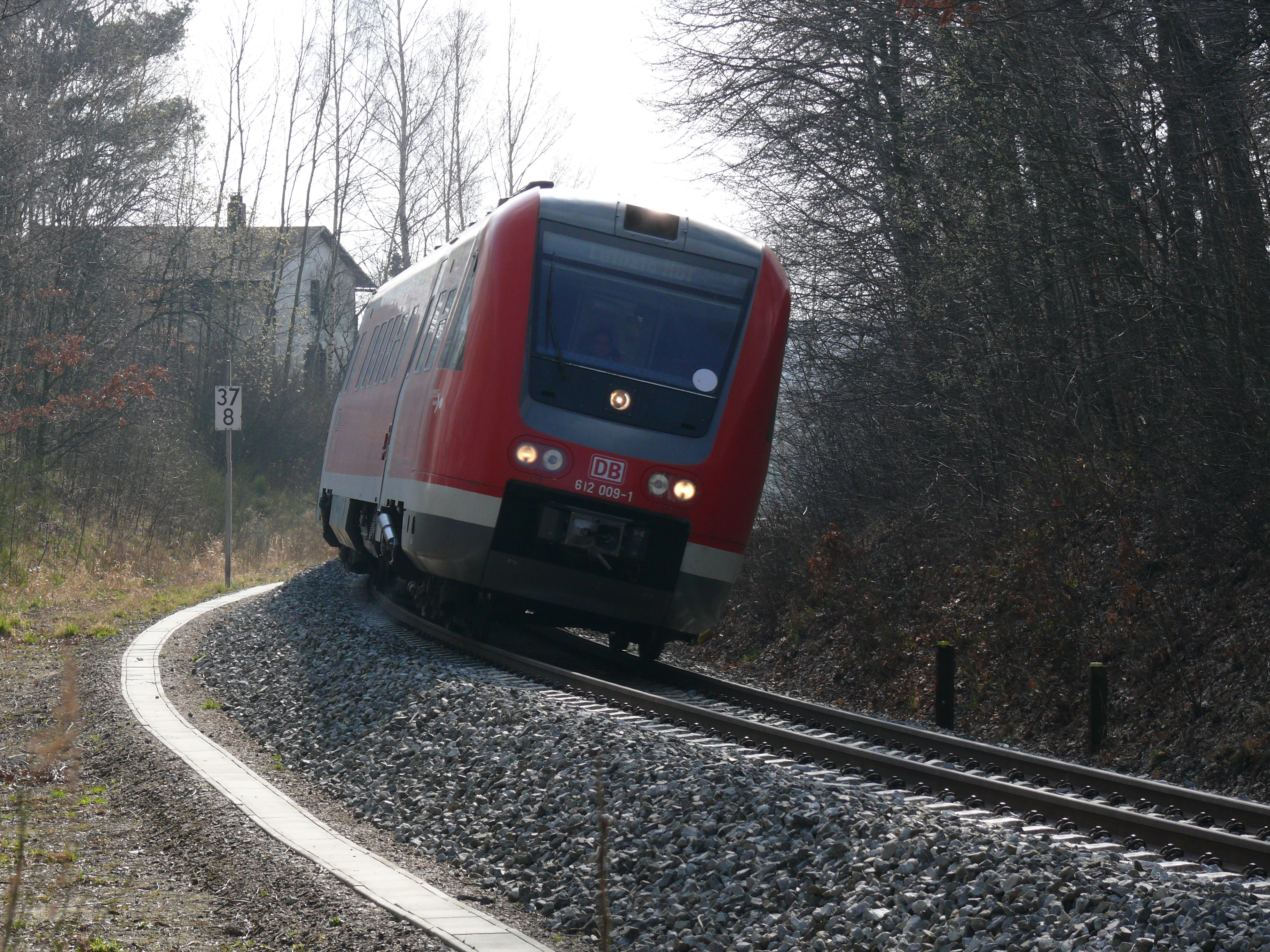
Ett lutande tåg i Tyskland.

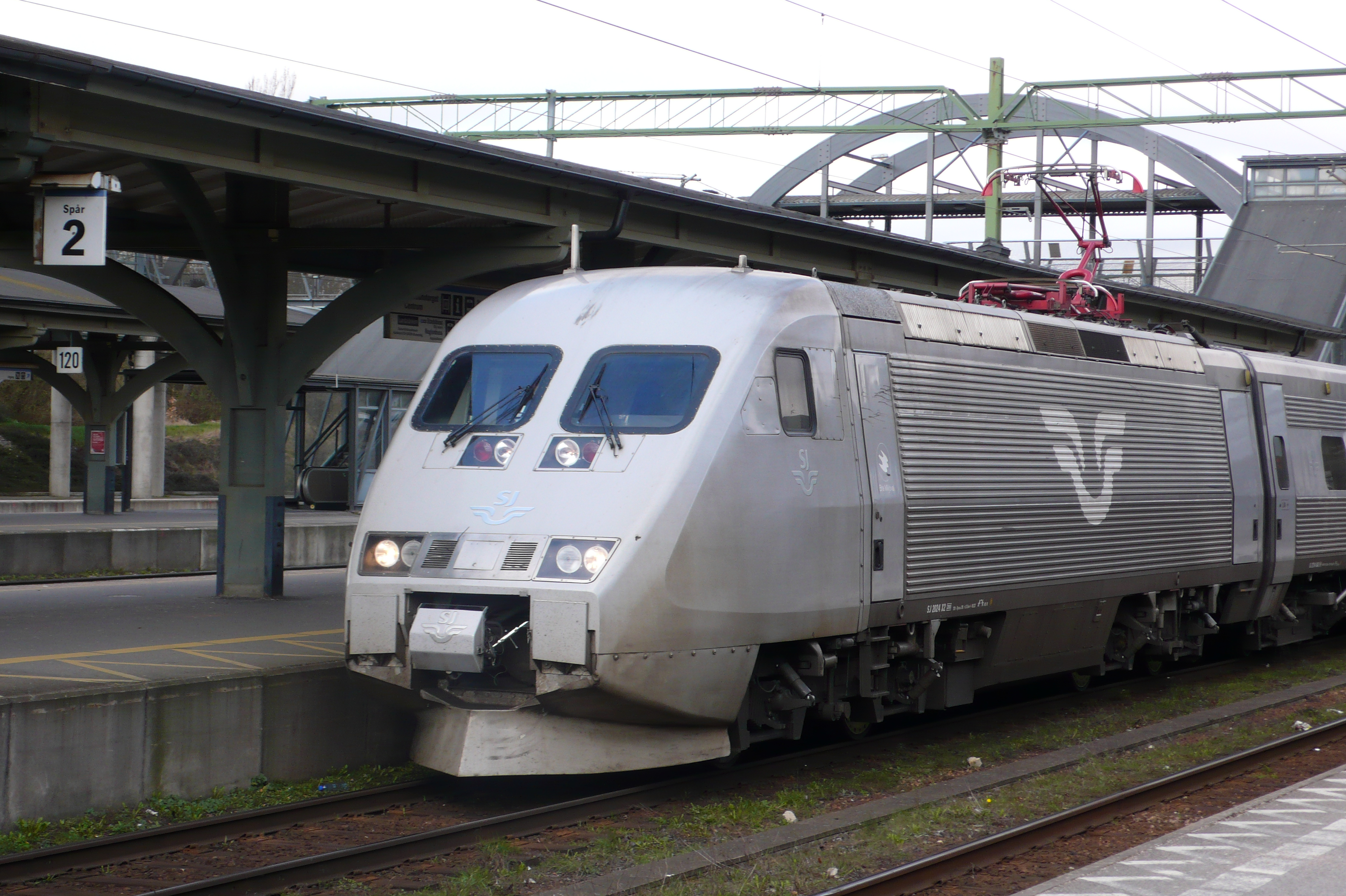
X2000 är ett välkänt lutande tåg

En lutning av ett tågs passagerarvagnar för att minska sidoaccelerationer.

## Typer av korglutning

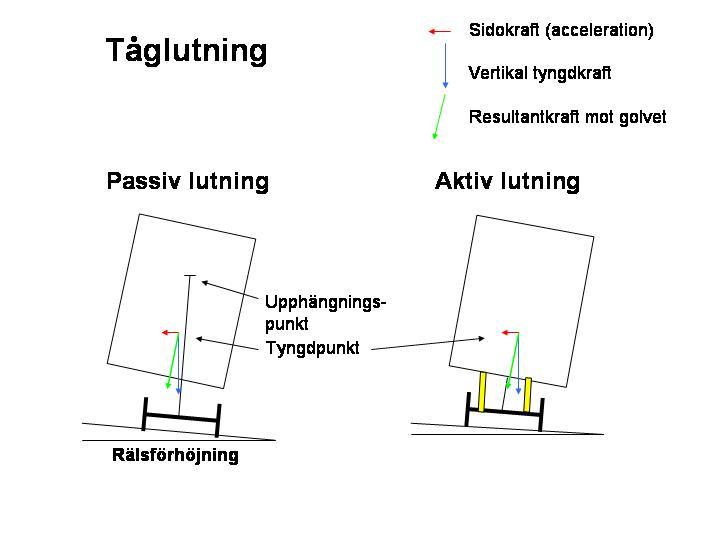
Passiv och aktiv tåglutning. Den gröna resultantkraften ska vara vinkelrät mot golvet om passageraren ej ska uppleva någon sidokraft

Rälsförhöjning (se också spårgeometri) innebär att ytterrälsen i en horisontalkurva förhöjs i förhållande till innerrälsen (i Sverige uppemot 15 cm) i en kurva, så att passageraren inte känner av någon sidokraft vid en viss hastighet. Om operatören senare önskar höja hastigheten finns två möjligheter att luta vagnskorgen:
1. Passiv lutning innebär att vagnskorgen är upphängd ovanför sin tyngdpunkt (samma typ som en hammock). I en kurva kommer då vagnskorgen att slungas utåt av horisontalkraften.
Två problem uppstår vid passiv lutning; dels flyttas tyngdpunkten mot ytterhjulet så att vältningsrisken ökar och dels sker en fördröjning och insvängning, vilket trots en dämpning skapar visst obehag.
2. Aktiv lutning innebär att vagnskorgen lutas mot hjulboggin med hjälp av till exempel pneumatiska eller hydrauliska cylindrar på vardera sidan av axeln, långt under korgens tyngdpunkt. Lutningen regleras av en dator som känner av boggivridning och/eller sidoacceleration. Två fördelar uppstår: Dels flyttas tyngdpunkten mot innerhjulet så att vältningsrisken minskar. Dels kan lutningen regleras snabbare och bättre så att en passagerare knappt märker någon skillnad.

## Historik
Passiv tåglutning provades redan 1938 hos passagerarvagnar av typen Pullman i USA. Försöken misslyckades. Färden blev obehaglig och man upptäckte snabbt att man måste dämpa lutningen. I Japan och Italien introducerades dock lutningsbara tåg redan under början av 1970-talet. 
Aktiv lutning provades först i Frankrike 1957 med stora problem. I Storbritannien byggdes 1972 det elektriska provtåget APT-P (= Advanced Passenger Train- Prototype, med elutrustning från svenska Asea) som var utrustat med korglutning, men det projektet las ner på grund av mängder av problem. Under 1985 beställde dock den italienska statsjärnvägen (FS) en serie lutningsbara motorvagnståg (ETR 450) och under augusti 1986 beställde SJ 20 stycken lutningsbara tåg (X2). De italienska snabbtågen såldes till åtskilliga länder, bland annat Finland och Storbritannien.
I Sverige med låg befolkningstäthet anses aktiv tåglutning vara attraktiv eftersom det är svårt att räkna hem separata höghastighetsbanor med större kurvradier och rätt rälsförhöjning.

## Åksjuka
Jämfört med andra transportmedel är tåg mycket skonsamt för åksjuka. Åksjuka är ett komplext fenomen och mycket forskning har utförts för att vinna klarhet. En människokropp på ett tåg utsätts dels för rörelsetryck i alla tre dimensionerna (inbromsning, sidoryck och gupp) och vridrörelser utmed alla tre rotationsaxlarna (krängning i sidled, nigningar och rotation). Människan kan uppleva förändringar i dessa på tre sätt:
- Från balanssinnets båggångar där en vätskas rörelser avkänns.
- Från ögonens observationer av dels vagnens inredning men även från omgivningen genom fönstren.
- Från muskulaturen där man upplever tryckförändringar.

Man har funnit att åksjuka kan förstärkas om:
- de olika sinnesintrycken inte stämmer med varandra. Inredningen säger att ingen rörelse sker men musklerna säger att jag trycks ned i en "grop".
- flera olika rörelseändringar sker samtidigt, till exempel både vridning och tryck.
- man är i första halvtimmen av en resa. Senare blir man avtrubbad.
- man är kvinna. Män har mindre benägenhet till åksjuka.

När X2 infördes i Sverige, visade det sig att vissa passagerare upplevde åksjuka trots att korgarna i teorin lutades riktigt. Efter en tid ändrades korglutningen på X2 så att korgen kompenserade sidokrafterna mindre, och det minskade risken för åksjuka, men vissa personer kan ändå känna obehag. Det har förekommit tre förklaringar:
- Generellt gäller att rörelser på grund av anomalier (avvikelser) i spårgeometrin ökar med ökande hastighet. Detta gör då att risken för åksjuka ökar.
- Både rälsförhöjning och tåglutning gör att en passagerares kropp upplevs "tyngre" eftersom resultantkraften bildas av både sidokraften och tyngdkraften. Man upplever samma känsla som i dalgångarna på en berg- och dalbana.
- Corioliskraften skulle i teorin kunna ge en vinkelrät påverkan. Det anses dock att denna effekt är alldeles för låg för att upplevas. Den är däremot märkbar i till exempel rymdfarkoster.

## Kritiska variabler
Inför framtiden forskar man på vilka kombinationer som är optimala:
- Vilken rälsförhöjning är bäst vid en given kurvradie?
- Vilken lutning ska vagnarna ges?
- Vilken hastighet?

Följande tabell visar accelerationsvärden, d.v.s. upplevd påverkan, vid en kurvradie på 1000m och en rälsförhöjning 150mm:
| Hastighet (km/t) | Lutning (grader) | Lateral acc.(m/s²) | Vertikal acc.(m/s²) |
| ---------------- | ---------------- | ------------------ | ------------------- |
| 113              | 0                | 0                  | 0,05                |
| 160              | 0                | 0,98               | 0,15                |
| 160              | 6,5              | 0                  | 0,23                |
| 200              | 6,5              | 0,98               | 0,44                |

## Lutningsbara tåg i praktiken
Skillnaden mellan lutningsbara och icke lutningsbara tågsätt är dock inte stor vad gäller den maximala kurvhastigheten. Redan 1987 års norm från SJ medgav endast att lutningsbara tågsätt (kategori S) fick köra teoretiskt sett 15% snabbare i kurvorna än konventionella tågsätt med spårvänliga boggier (kategori B). 2017 tillät Transportstyrelsen en ny kategori med beteckningen "C". I denna tillåts rälsförhöjningsbristen 180 mm och ett lutningsbart tåg kan nu teoretiskt endast köra 9 % snabbare i kurvorna (i praktiken lär skillnaden mellan X2 och X74 vara ännu mindre).
Nackdelarna med lutningsbara tågsätt är dock flera, främst är de betydligt dyrare i inköp och även i underhåll.[källa behövs]. Även i Tyskland har lutningsbara fjärrtåg prövats men hastighetsskillnaden var inte så stor.